# Cerro Hermitte
El Cerro Hermitte se encuentra en la ciudad de Comodoro Rivadavia, Patagonia Argentina, pudiendo divisarse desde algunas partes del centro de la ciudad y desde el Aeropuerto Internacional General Enrique Mosconi.
Junto con los cerros Chenque y Viteau, de formación mesetaria, dividen y atraviesan a Comodoro en distintas zonas y barrios.
Su ladera sur es un punto de riesgo geológico con desarrollo de movimientos de expansión lateral.

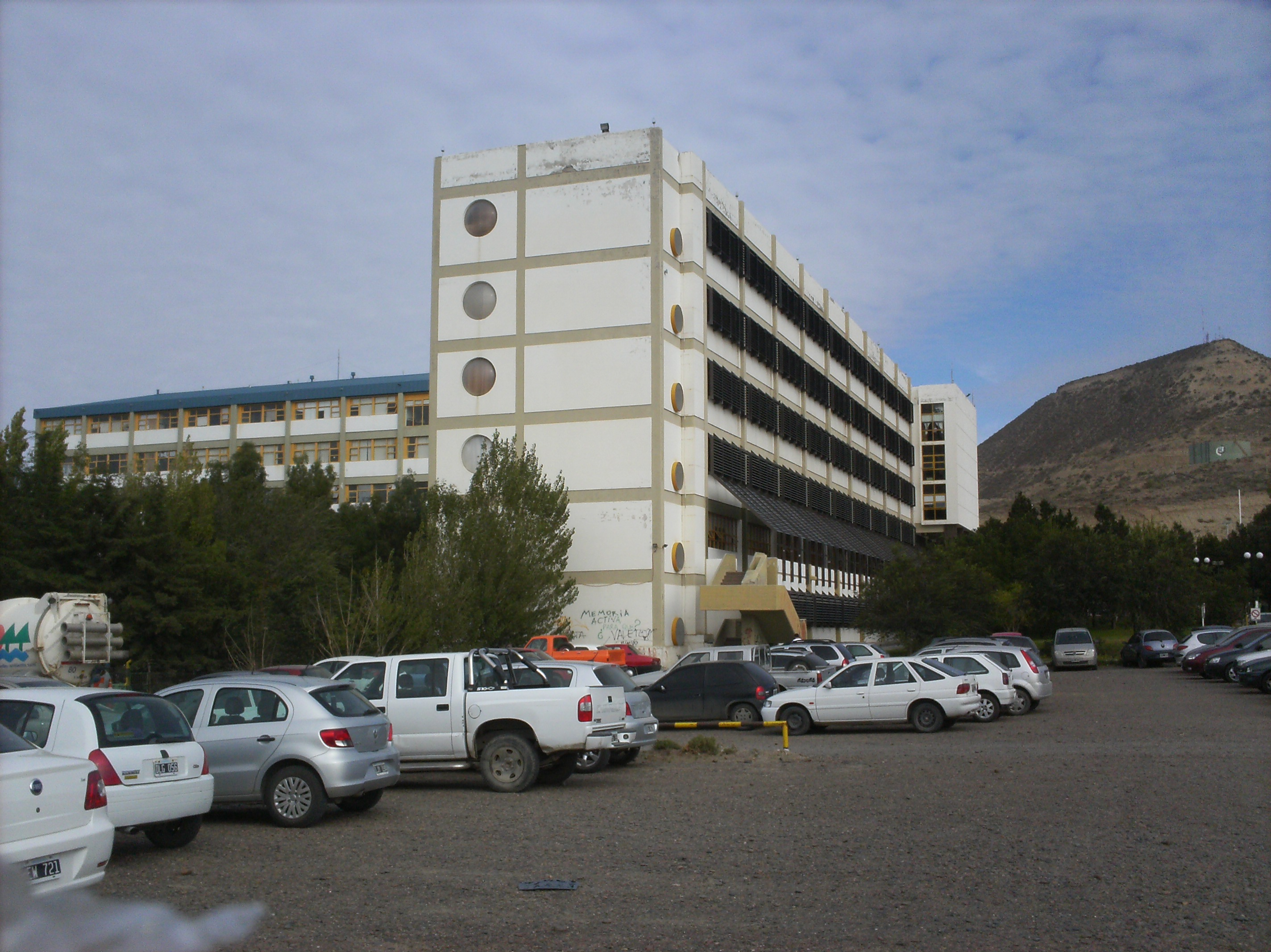
La sede principal de la UNPSJB, conteniendo en el principal al CUP, de fondo el imponente cerro Hermitte de frente.

## Toponimia
El cerro toma el apellido del ingeniero argentino, Enrique Hermitte a quien se le atribuye el descubrimiento del petróleo en Argentina.

## Datos
La geografía del cerro es curvada y en forma de alta meseta, se encuentra clavado en el municipio comodorense. Limita con los barrios General Mosconi, Villa S.U.P.E., 25 de mayo, y Güemes
.

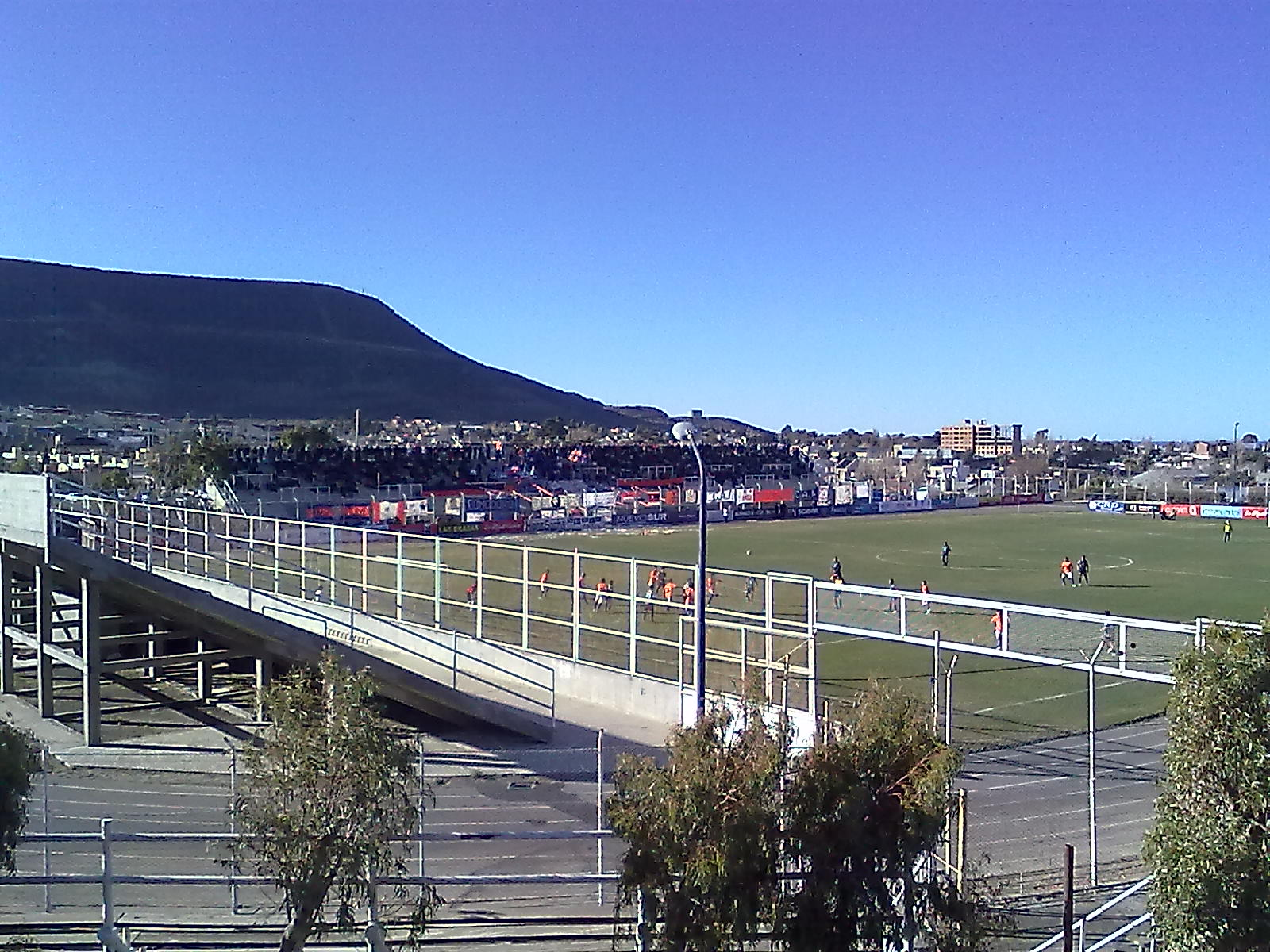
El Estadio Municipal de Comodoro Rivadavia en un encuentro de la Comisión de Actividades Infantiles contra Defensa y Justicia. De fondo el Cerro Hermitte y el hermoso barrio km 3.

Sus 220 m s. n. m. lo colocan en la última colocación del trío hermano del que participan el Cerro Chenque y Cerro Viteau, con quienes comparte una forma similar y mucha proximidad. Todos estos accidentes pertenecen a la formación geológica conocida como Meseta patagónica, las últimas manifestaciones visibles antes de perderse en el mar.

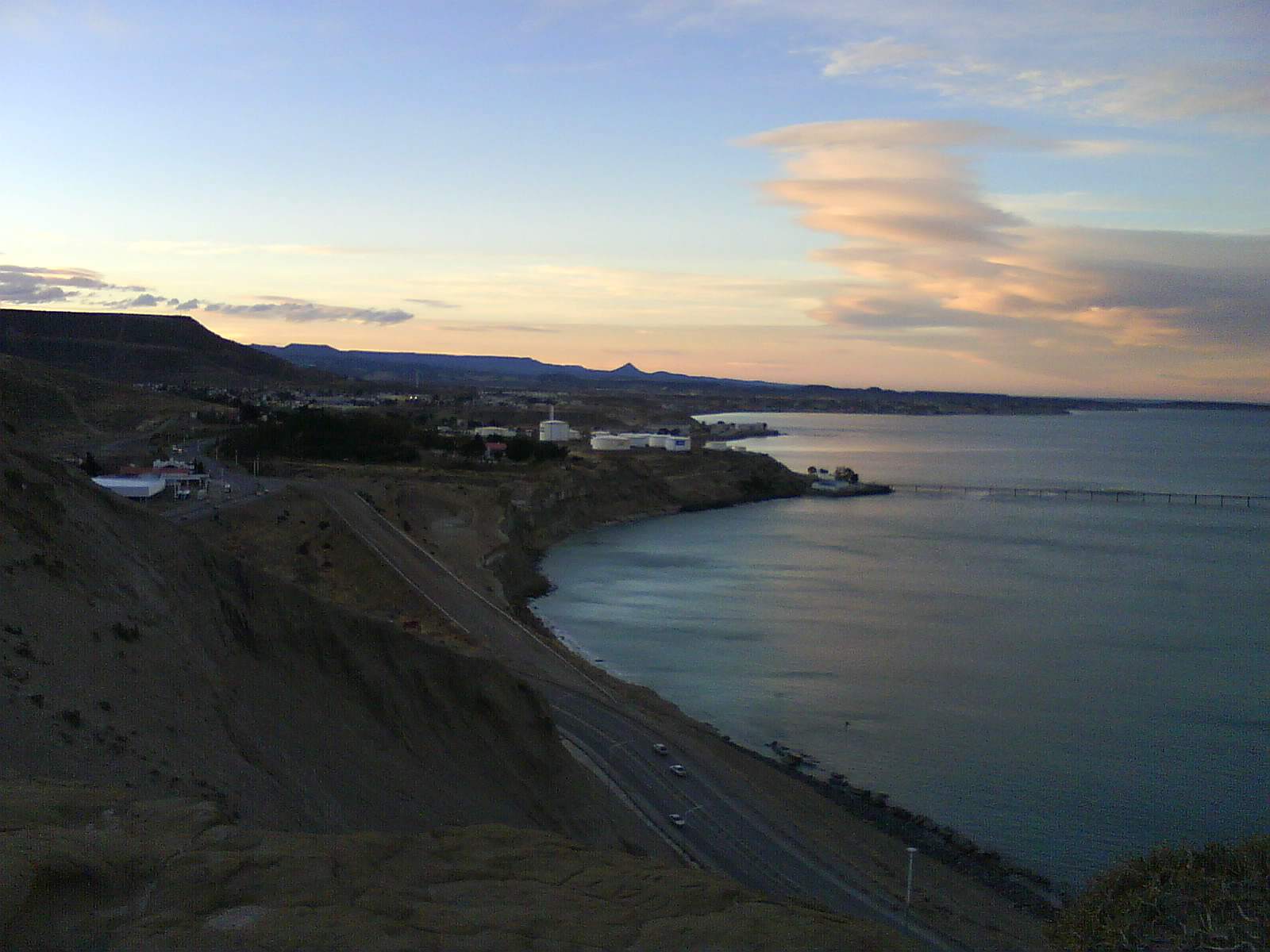
El talud del cerro Chenque y del cerro Viteau atravesados por la Ruta 3. En este sector, el Chenque divide la zona norte y la zona sur del aglomerado Comodoro Rivadavia - Rada Tilly. También aquí se producen la mayoría de los derrumbes. Obsérvese que el talud del Hermite tiene menos altura.

 En la actualidad el cerro es utilizado para competencias deportivas.

## Geografía
El cerro sufre continuos movimientos imperceptibles en sus laderas de distintas amplitudes por el material arcilloso que lo compone, por acción humana o erosión. Los antecedentes que describen los movimientos en el área pueden ser consultados en Windhausen (1925). El cerro tiene presencia de sedimentitas poco consolidadas con intercalaciones de materiales expansivos; la estructura (disposición de los bancos, la presencia de fallas y diaclasas); la orientación de la ladera; la capacidad de infiltración de agua; y la acción antrópica, genera un equilibrio inestable de la ladera. Estas condiciones potencian los procesos geológicos que naturalmente ocurren en la zona. El proceso geológico de mayor magnitud, es el movimiento de ladera, acompañado por erosión subsuperficial, expansión de arcillas y todo esto complicado por la acción antrópica.

## Urbanización
Los barrio que se encuentran ubicados sobre depósitos de remoción en masa que tiene su origen en el deslizamiento de material de las laderas del cerro Hermitte.
Desde el punto de vista histórico, los primeros pobladores se establecieron alrededor de la década de 1950, para albergar a los obreros que trabajaron en los estudios sísmicos realizados en la cuenca petrolera del golfo San Jorge. En sus comienzos, lo poblaron unos pocos habitantes que trabajaban en los talleres de YPF que allí se instalaron. Luego, durante las décadas de los 80 y 90 tuvo una gran expansión, pasando de 25 familias a aproximadamente 130 en la actualidad solo en el barrio Sismográfica, microbarrio de General Mosconi. El problema afecta en menor media a Villa S.U.P.E. y la parte baja de General Mosconi.
En 2012 por cumplimiento de una orden judicial se procedió a eliminar lotes cercados y a derribar viviendas en construcción,
la Municipalidad levantó ocupaciones ilegales en la ladera del cerro  que se calculaban en 60 familias. La municipalidad considera a esta parte del cerro como zona irregular para construcciones, por ser un suelo con mucho movimiento. 
El barrio Sismográfica de Km 3 es el más afectado por los movimientos de suelo que tiene lugar al pie de este cerro. Además, barrio no cuenta con mensura y no es reconocido como tal, por la existencia de un estudio geológico que afirma que hay movimiento de larga data. Como resultado las calles y casas sufren averías constantes.

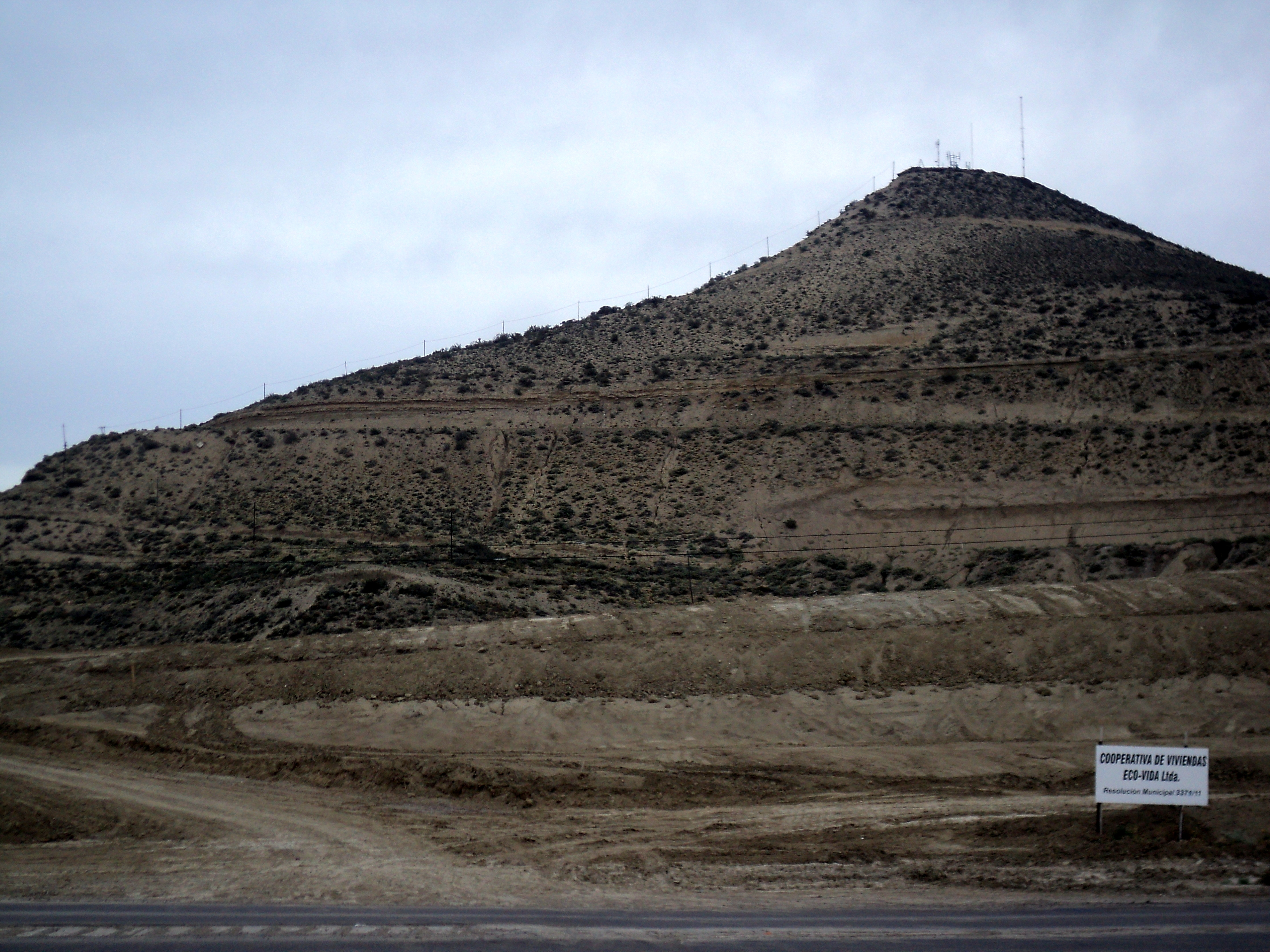
Vista opuesta al centro del cerro Hermitte